# Jacqueville
Jacqueville este un oraș din Coasta de Fildeș.